# Nakatomi (danceact)
Nakatomi is een Nederlandse happy hardcore-act van dj's/producers Wessel van Diepen (alias DJ Delmundo) en Dennis van den Driesschen (alias DJ Danski).

## Geschiedenis
Nakatomi begon eind 1995, toen het liedje Free Alarmschijf werd en de hitlijsten haalde. Het echte succes kwam in mei 1996, toen Children of the Night de tweede positie in de Nederlandse Top 40 haalde. Een half jaar later behaalde Sing de vijfde positie.
De nummers Free en Children of the Night zijn ingezongen door Rachel Spier, die in de periode 1995-1997 de zangeres van de act was. Zo was ze te horen op de singles Free en Children of the night. Spier was in die periode echter nimmer zichtbaar en in de clips van met name de single Sing acteerde het Zweedse model Marzena Kamizela de rol van zangeres, die ook op de hoezen van de singles van Nakatomi staat.
Toen de jaren 90-muziek en met name de happy hardcore een heropleving kende, trad Spier in 2014 - 2017 tijdens liveacts wel zelf op als Nakatomi, daarbij begeleid door twee danseressen, Amaranta Wolters en Meyline Schuurs. Zij zong toen ook het nummer Sing. In 2022 trad zij live op tijdens het Mixtream Festival in Heerhugowaard.

## Discografie

### Albums
| Album met eventuele hitnotering(en) in de Nederlandse Album Top 100 | Datum van verschijnen | Datum van binnenkomst | Hoogste positie | Aantal weken | Opmerkingen |
| ------------------------------------------------------------------- | --------------------- | --------------------- | --------------- | ------------ | ----------- |
| Live At The Gabbatoire                                              | 1996                  |                       |                 |              |             |

### Singles
| Single met eventuele hitnotering(en) in de Nederlandse Top 40 | Datum van verschijnen | Datum van binnenkomst | Hoogste positie | Aantal weken | Opmerkingen                           |
| ------------------------------------------------------------- | --------------------- | --------------------- | --------------- | ------------ | ------------------------------------- |
| Free                                                          | 1995                  | 25-11-1995            | 17              | 6            | Alarmschijf / Dancesmash op Radio 538 |
| Children of the Night                                         | 1996                  | 25-05-1996            | 2               | 11           | Alarmschijf                           |
| Sing                                                          | 1996                  | 16-11-1996            | 5               | 9            |                                       |